# Peter Hallström (låtskrivare)

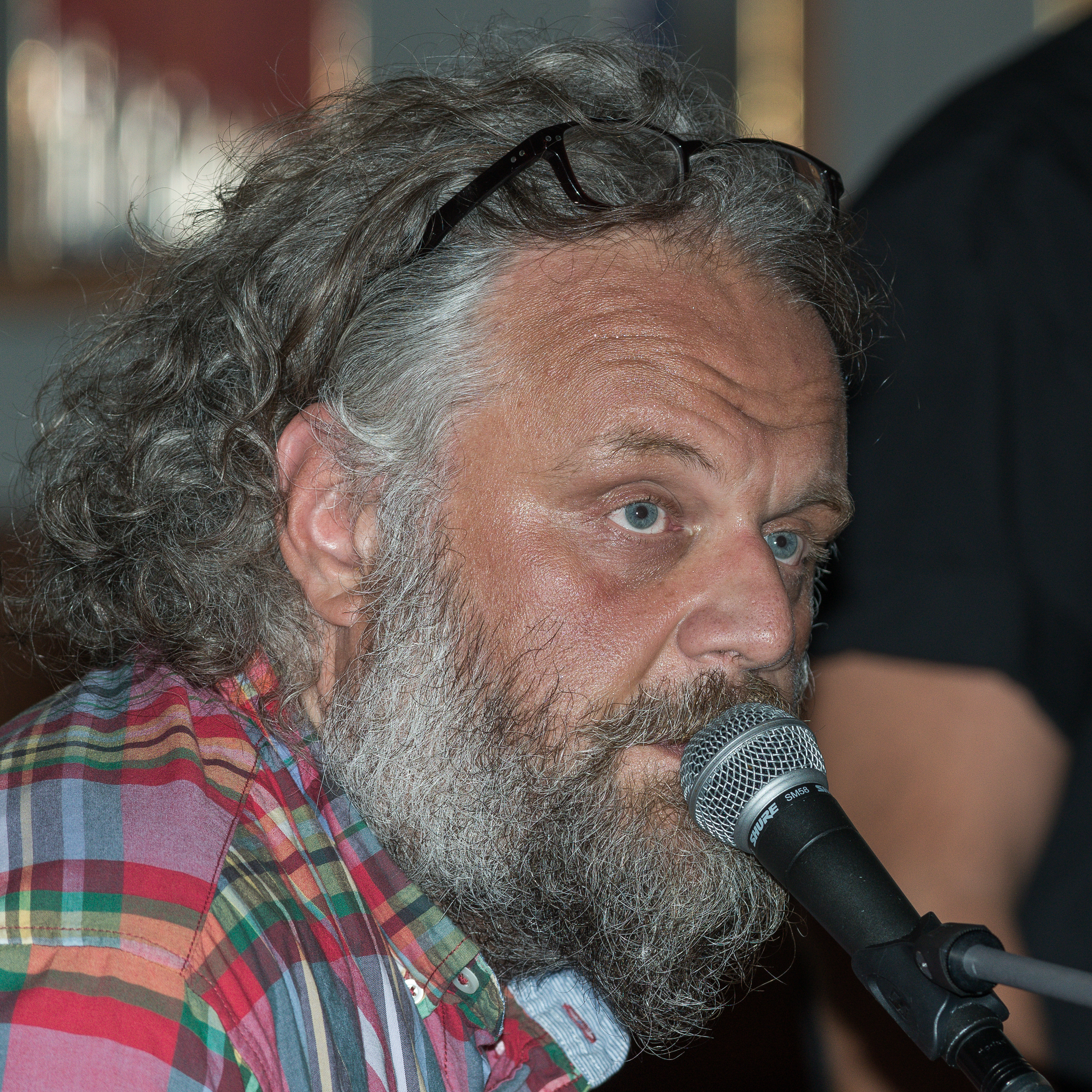
Peter Hallström, augusti 2014

Peter Hallström, född 19 januari 1965 i Stockholm, är en svensk musiker, låtskrivare, artist och producent.  
Tillsammans med Lasse ”Saltarö” Andersson skrev han 1997 låten ”Same Old Story”, som fick titeln Håll mitt hjärta på svenska. Låten framfördes av Björn Skifs och låg inte mindre än 142 veckor på Svensktoppen. Låten är den mest spelade sången på begravningar i Sverige.
Kärleksvisan är den näst mest älskade Kärlekssången enligt Mix Megapols lyssnare. Den sjöngs av Sarah Dawn Finer på festkvällen i Stockholms konserthus som en gåva från Sveriges Riksdag och därmed svenska folket till kronprinsessan Victoria och prins Daniel kvällen innan deras bröllop 2010.
Låten Viskar en bön framförs i många sammanhang i samband med jul varje år.
Låtskrivandet har han sysslat med mer eller mindre på heltid sedan 2000. Hans sånger kan även höras i länder som Tyskland, Japan, Australien, Norge och Italien.
Peter Hallström medverkade åtskilliga gånger som körsångare i Melodifestivalen innan han år 2007 deltog som upphovsman med låten I Remember Love som hans medförfattare Sarah Dawn Finer sjöng, och blev hennes genombrott som sångare. I februari 2009 arrangerade han tillsammans med trummisen Per Lindvall en hyllningsgala för Per-Erik Hallin på Berns i Stockholm.
Hallström har offentligt berättat om sina inre konflikter kring sin bakgrund i Pingstkyrkan och processen att lämna kyrkan. Han har senare sökt sig tillbaka till en längtan efter något större än vi själva, vilket  kommer till uttryck i sångerna på skivan Brev från en förlorad son. 
Hallström växte upp i Degerfors och är son till Marie-Louise och Berno Hallström som släppte plattan En sång om kärlek 2007. Peter Hallström stod för inspelningen av denna. Han är även brorson till sångaren Hasse Hallström (född 1954).

## Kompositioner i urval
- Håll mitt hjärta, svensk text av Björn Skifs.
- Kärleksvisan, svensk text av Sarah Dawn Finer
- Viskar en bön, text av Mauro Scocco
- I Remember Love, bidrag till Melodifestivalen 2007, sjöngs av medförfattaren Sarah Dawn Finer.
- Det Finns Hopp, låt skriven till Kördelux [13]

## Diskografi
- Brev från en förlorad son, släpptes 17 oktober 2012
- Nåd, 2013
- Hoppet kvar, 2016